# Life Won't Wait
Life Won't Wait is het vierde studioalbum van de Amerikaanse punkband Rancid. Het werd uitgegeven op 30 juni 1998 door Epitaph Records en was daarmee de vierde uitgave van de band via dit label. De muziekstijl van de band verschuift een beetje naar reggae en ska, vooral vergeleken met de vorige albums, waar ze uitsluitend punknummers op spelen.

## Nummers
1. "Intro" - 0:48
2. "Bloodclot" - 2:45
3. "Hoover Street" - 4:10
4. "Black Lung" - 1:53
5. "Life Won't Wait" - 3:48
6. "New Dress" - 2:51
7. "Warsaw" - 1:31
8. "Hooligans" - 2:33
9. "Crane Fist" - 3:48
10. "Leicester Square" - 2:35
11. "Backslide" - 2:54
12. "Who Would've Thought" - 2:57
13. "Cash, Culture and Violence" - 3:10
14. "Cocktails" - 3:21
15. "The Wolf" - 2:39
16. "1998" - 2:46
17. "Lady Liberty" - 2:20
18. "Wrongful Suspicion" - 3:32
19. "Turntable" - 2:17
20. "Something in the World Today" - 2:34
21. "Corazón de Oro" - 3:59
22. "Coppers" - 5:02
23. "Things To Come" (Japanse bonustrack) - 3:14

## Band
- Tim Armstrong - zang, gitaar
- Lars Frederiksen - zang, gitaar
- Matt Freeman - basgitaar
- Brett Reed - drums